# Daria Davydova
Pour les articles homonymes, voir Davydova.
Daria Grigorievna Davydova (russe : Дарья Григорьевна Давыдова), née le 21 mars 1991 à Naberejnye Tchelny, est une judokate russe.

## Palmarès international en judo
| Championnats d'Europe             | Championnats d'Europe | Championnats d'Europe |
| Année                             | Médaille              | Catégorie             |
| --------------------------------- | --------------------- | --------------------- |
| 2021                              | argent                | –63 kg                |
| Championnats d'Europe par équipes |                       |                       |
| Année                             | Médaille              | Catégorie             |
| 2012                              | or                    | Par équipes           |
| 2016                              | argent                | Par équipes           |
| Jeux européens                    |                       |                       |
| Année                             | Médaille              | Catégorie             |
| 2019                              | or                    | Par équipes           |
| Jeux mondiaux militaires          |                       |                       |
| Année                             | Médaille              | Catégorie             |
| 2019                              | bronze                | -63 kg                |